# Flugplatz Fürstenwalde

i7
i11
i13
Der Flugplatz Fürstenwalde oder auch Flugplatz Fürstenwalde-Neuendorf (Südteil bis 1994 Militärflugplatz Fürstenwalde) war ein Flugplatz im Nordosten von Fürstenwalde/Spree. Er diente von 1915 bis 1994 als reiner Militärflugplatz. Ab den 1970er Jahren war er auch teilweise für die zivile Luftfahrt zugelassen. 2009 wurde der Flughafen bis auf Weiteres geschlossen. Im Sommer 2010 wurde er offiziell geschlossen und der Flugverkehr größtenteils an den Flugplatz Eggersdorf verlagert. 
Ein kleiner Teil des Flugplatzes befindet sich auf dem Gebiet der Gemeinde Neuendorf im Sande. Das Flugfeld wurde im Jahr 2011 größtenteils mit einem Solarpark überbaut.

## Geschichte

### Vorgängerflugplatz
Nachdem in Fürstenwalde bereits während des Ersten Weltkriegs 1915 ein Militärflugplatz zur Ausbildung von Flugpersonal der kaiserlichen Fliegertruppe errichtet worden war, dieser aber 1925 wieder geschlossen wurde, kam es 1937 zum Neubau des heutigen Flugplatzes Fürstenwalde im Zuge der Aufrüstung der Wehrmacht.

### Zweiter Weltkrieg
Der Flugplatz vom Fliegerhorst Waldfrieden wurde Garnison der IV. Gruppe des Kampfgeschwaders 152 „Hindenburg“, die mit Junkers Ju 52 ausgestattet war und die erste fliegende Einheit Fürstenwaldes wurde. Im Zuge dieser Nutzung unternahm 1942 die Versuchsfliegerin Hanna Reitsch von Fürstenwalde aus Testflüge gegen die bei Bad Saarow stationierte Luftsperrabteilung 207.
Im Februar 1945 befanden sich Teile des Schlachtgeschwaders 2 „Immelmann“ auf dem Flugplatz, die von hier aus die Schlacht um Berlin unterstützen sollten.
Die folgende Tabelle zeigt eine Auflistung ausgesuchter fliegender aktiver Einheiten (ohne Schul- und Ergänzungsverbände) der Luftwaffe die hier zwischen 1937 und 1945 stationiert waren.
| Von           | Bis            | Einheit                                          | Ausrüstung                                              |
| ------------- | -------------- | ------------------------------------------------ | ------------------------------------------------------- |
| Mai 1937      | September 1937 | IV. Gruppe des Kampfgeschwaders 152              | Junkers Ju 52                                           |
| Oktober 1937  | September 1938 | Kampfgruppe z.b.V. 1                             | Junkers Ju 52                                           |
| August 1938   | Oktober 1938   | III. Gruppe des Jagdgeschwaders 132              | Heinkel He 112B, Messerschmitt Bf 109D                  |
| November 1938 | November 1938  | II. Gruppe des Jagdgeschwaders 141               | Messerschmitt Bf 109D                                   |
| Mai 1939      | August 1939    | II. Gruppe des Zerstörergeschwaders 1            | Messerschmitt Bf 109D/E                                 |
| August 1939   | August 1939    | Stab und I. Gruppe des Jagdgeschwaders 2         | Messerschmitt Bf 109E                                   |
| Dezember 1944 | März 1945      | Stab und 2. Staffel der Nahaufklärungsgruppe 8   | Messerschmitt Bf 109G-8                                 |
| Dezember 1944 | Februar 1945   | 2. Staffel der Nahaufklärungsgruppe 3            | Messerschmitt Bf 109G-8                                 |
| Dezember 1944 | Februar 1945   | Stab, II., III. und 10.(Pz)/Schlachtgeschwader 2 | Focke-Wulf Fw 190F-8, Henschel Hs 123, Junkers Ju 87D-5 |
| Januar 1945   | Januar 1945    | II. Gruppe des Transportgeschwaders 3            | Junkers Ju 52                                           |
| Februar 1945  | April 1945     | Stab und I. Gruppe des Schlachtgeschwaders 1     | Focke-Wulf Fw 190F-8                                    |

Nach dem Zweiten Weltkrieg wurde der Platz von der Sowjetarmee und der GSSD genutzt. Ab 1957 wurde der Platz für die zivile Sportfliegerei zugänglich gemacht, allerdings mit Unterbrechungen. Ab 1971 war die Abteilung Agrarflug der DDR-Fluggesellschaft Interflug hauptsächlicher Betreiber des Nordteils des Flugplatzes. Der Südteil war als Militärflugplatz Fürstenwalde aktiv.

### Nachwendezeit
Nach dem Betriebsende von Interflug und dem Ende der Zivilflugbeschränkungen der DDR wurde der Flugplatz Fürstenwalde Sitz diverser Sportfliegervereine, so von Aero Club Fürstenwalde (gegr. 1990) und Segelflugverein Berliner Aeroclub Mitte e. V.
Die russischen Streitkräfte zogen 1994 ab. Der Südteil mit der Betonbahn und den Flughafengebäuden wurde außer Dienst gestellt und liegt seitdem brach.
Im Jahr 1997 übernahm die Betriebsführung die Flugplatz Betriebsgesellschaft Fürstenwalde mbH, die später von der dänischen Gesellschaft Airport Development A/S erworben wurde.
Am Flugplatz Fürstenwalde entstand 1998 eine Werkstatt zum Bau historischer Flugzeuge, wo originalgetreue, flugfähige Nachbauten der Etrich-Taube (1910) sowie von Baureihen der Hersteller Albatros und Farman entstehen.
Die alten Betonbahnen sind durch Kriegseinwirkung und Fremdnutzung unbrauchbar geworden.
2003 wurde damit begonnen, das Kasernengelände „Waldfrieden“ abzureißen. Das Projekt wurde 2004 beendet. Die Flugzeugwerkstätten und das alte Terminalgebäude blieben jedoch vorerst bestehen.

### Gegenwart
Das Ende für den Flugverkehr kam 2009. Die Luftfahrtbehörde des Landes Brandenburg untersagte den Betrieb, weil ein ordentlicher Betrieb nicht mehr gewährleistet werden konnte. Im Jahr 2010 erlosch die Betriebsgenehmigung endgültig, und die Stadt Fürstenwalde hatte nach 95 Jahren Flughafengeschichte keinen Flughafen mehr.

## Solarpark
Im Jahr 2011 wurde ein Großteil des Flugplatzes mit einem Solarpark überbaut. Mit einer Fläche von 74 Hektar und einer Leistung von 40 MW gehört er zu den größten Solarparks Deutschlands.

## Gewerbegebiet ehemaliger Flughafen
Seit 2011 wird daran gearbeitet, dass die verbliebenen Flugzeugwerkstätten und das Terminalgebäude abgerissen werden und ein Gewerbegebiet entstehen soll.
Der Fürstenwalder Bürgermeister Hans-Ulrich Hengst sagte, dass keinerlei neue Gewerbegebiete benötigt würden, es gäbe für ein weiteres Gewerbegebiet nicht genug Industrie in Fürstenwalde. 2013 begann der Abriss der Bauten.